# Wasyl Komiachow
Wasyl Hryhorowycz Komiachow (ukr. Василь Григорович Комяхов, ur. 5 marca?/18 marca 1911 w Słowiańsku, zm. 16 października 1966 w Kijowie) – radziecki i ukraiński polityk, sekretarz KC KPU (1962–1966), członek KC KPZR (1961–1966).

## Życiorys
W latach 1927–1930 uczył się w technikum agronomicznym, 1930–1936 kierownik wydziału produkcji i starszy agronom stanicy maszynowo-traktorowej w obwodzie dniepropetrowskim, 1936 ukończył Odeski Instytut Rolniczy, 1936–1938 w Armii Czerwonej, 1938–1939 szef obwodowego oddziału rolniczego w Mikołajowie. W latach 1939–1941 zastępca szefa obwodowego oddziału rolniczego w Kirowohradzie, 1941–1945 ponownie w Armii Czerwonej, 1945–1947 szef obwodowego oddziału rolniczego w Kirowohradzie. Od marca 1947 do lutego 1949 szef obwodowego zarządu gospodarki rolnej w Kirowohradzie, od lutego 1949 do grudnia 1953 przewodniczący Komitetu Wykonawczego Kirowohradzkiej Rady Obwodowej, od 27 września 1952 do 23 marca 1954 członek Komisji Rewizyjnej KP(b)U. Od listopada 1953 do grudnia 1955 I sekretarz Komitetu Obwodowego KPU w Sumach, od 26 marca 1954 do śmierci członek KC KPU, od 14 grudnia 1961 do 6 stycznia 1961 I sekretarz Krymskiego Komitetu Obwodowego KPU, od 25 lutego 1956 do 17 października 1961 zastępca członka, a od 31 października 1961 do śmierci członek KC KPZR. Od 3 stycznia 1961 do grudnia 1962 I sekretarz Komitetu Obwodowego KPU w Połtawie, od 25 grudnia 1962 do śmierci członek Prezydium/Biura Politycznego KC KPU, równocześnie od 26 grudnia 1962 do śmierci sekretarz KC KPU. Deputowany do Rady Najwyższej ZSRR od 4. do 7. kadencji.

## Odznaczenia
- Order Lenina (trzykrotnie)
- Order Czerwonego Sztandaru Pracy
- Order Wojny Ojczyźnianej I klasy
- Order Wojny Ojczyźnianej II klasy
- Order Czerwonej Gwiazdy